# Volt (eenheid)
| Grotere/kleinere eenheden | Grotere/kleinere eenheden | Grotere/kleinere eenheden |
| factor                    | naam                      | symbool                   |
| ------------------------- | ------------------------- | ------------------------- |
| 10−6                      | microvolt                 | μV                        |
| 10−3                      | millivolt                 | mV                        |
| 1                         | volt                      | V                         |
| 103                       | kilovolt                  | kV                        |
| 106                       | megavolt                  | MV                        |
| 109                       | gigavolt                  | GV                        |

De volt (symbool van de eenheid volt is V) is de SI-eenheid voor elektrische potentiaal en elektrische spanning (potentiaalverschil). De eenheid is genoemd naar de Italiaanse natuurkundige Alessandro Volta (1745-1827). Deze vond in 1800 de eerste chemische batterij, de zuil van Volta, uit.
Bij een elektrische bron spreekt men van elektrisch potentiaalverschil, elektrische spanning of kortweg spanning als men het potentiaalverschil tussen beide polen bedoelt. Een veel gebruikte benaming voor potentiaalverschil is voltage. Ten onrechte wordt nogal eens het woord 'spanningsverschil' gebruikt.
De volt is gedefinieerd als het potentiaalverschil over een geleider als een stroom van 1 ampère daarin een vermogen van 1 watt in warmte omzet. 
{\displaystyle \mathrm {1\ V=1\ {\frac {W}{A}}} }
Uitgedrukt in SI-basiseenheden is dat:
{\displaystyle \mathrm {1\ V=1\ {\frac {kg\cdot m^{2}}{A\cdot s^{3}}}} }
De volt kan onder meer worden uitgedrukt in ampère × ohm (wet van Ohm), weber/seconde en joule/coulomb. Ook de verhouding van elektronvolt (eV) en elementaire lading ({\displaystyle e}) komt neer op een volt.
{\displaystyle \mathrm {1\ V=1\ A\cdot \Omega =1\ {\frac {Wb}{s}}=1\ {\frac {J}{C}}=1\ {\frac {eV}{\mathit {e}}}} }
De voorvoegsels uit het SI-stelsel worden ook voor volt gebruikt: men spreekt over μV (microvolt, 10−6), mV (millivolt, 10−3), kV (kilovolt, 103), en MV (megavolt, 106).

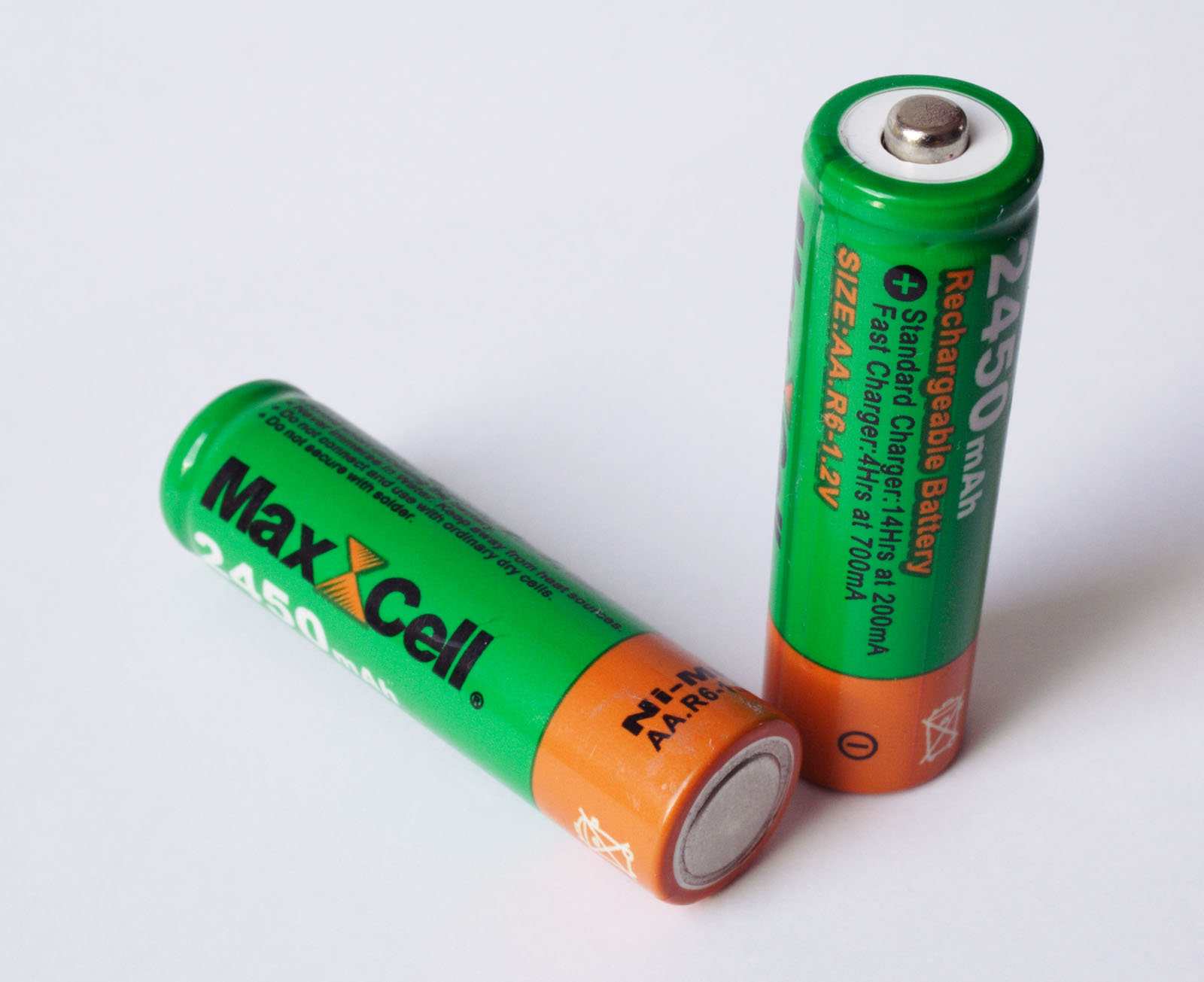
oplaadbare batterij (1,2 V)
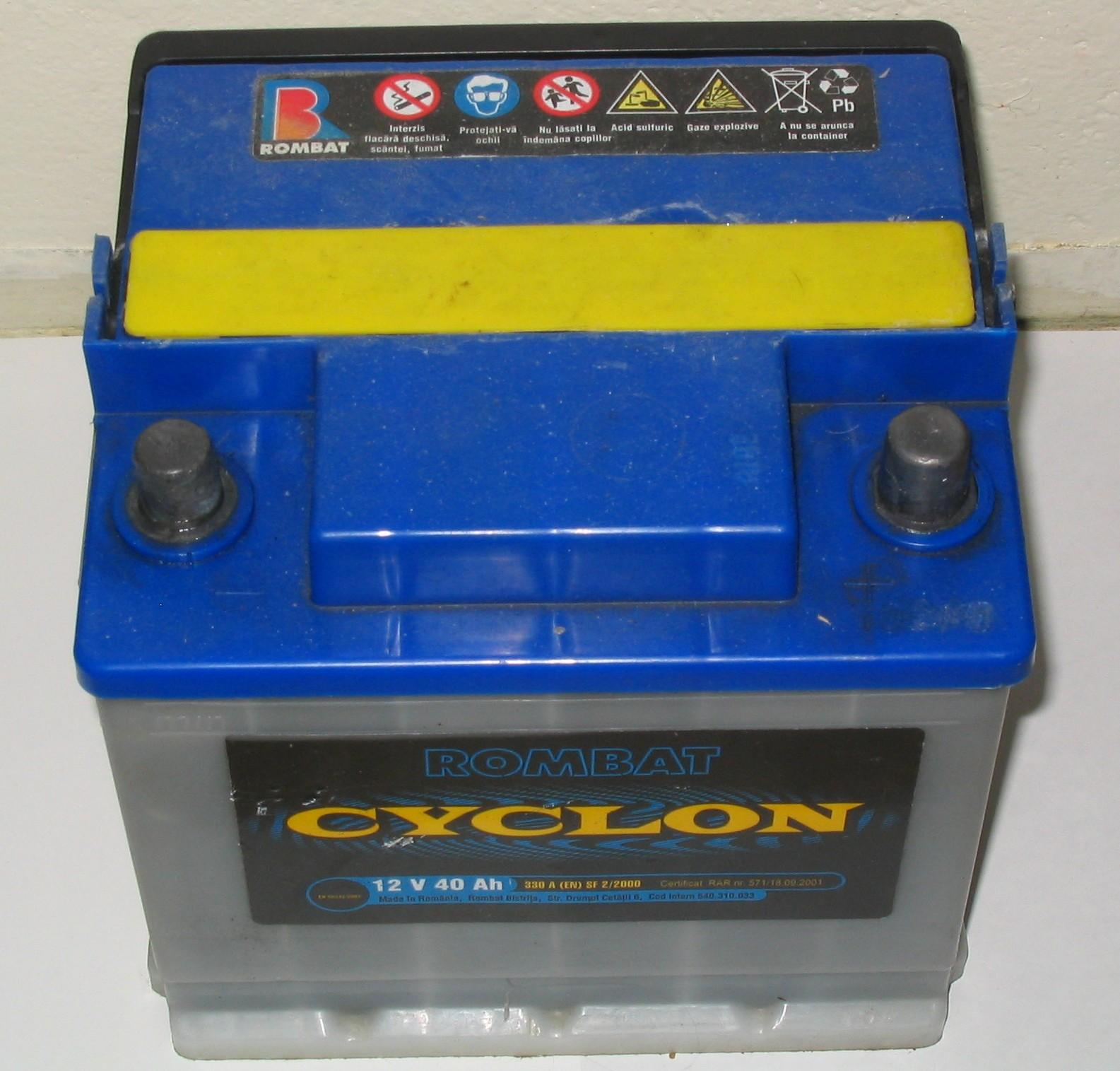
autoaccu (12 V)
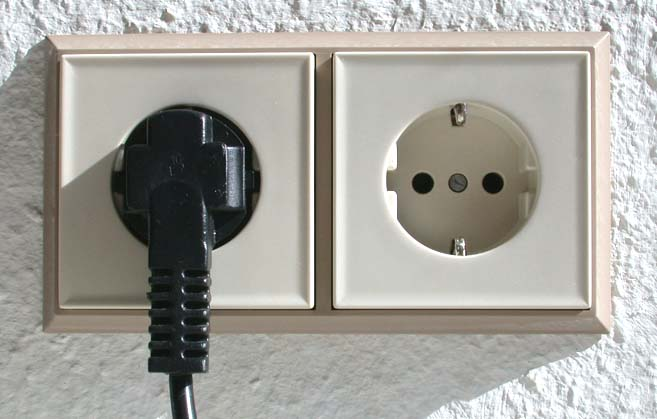
wandcontactdoos (230 V)
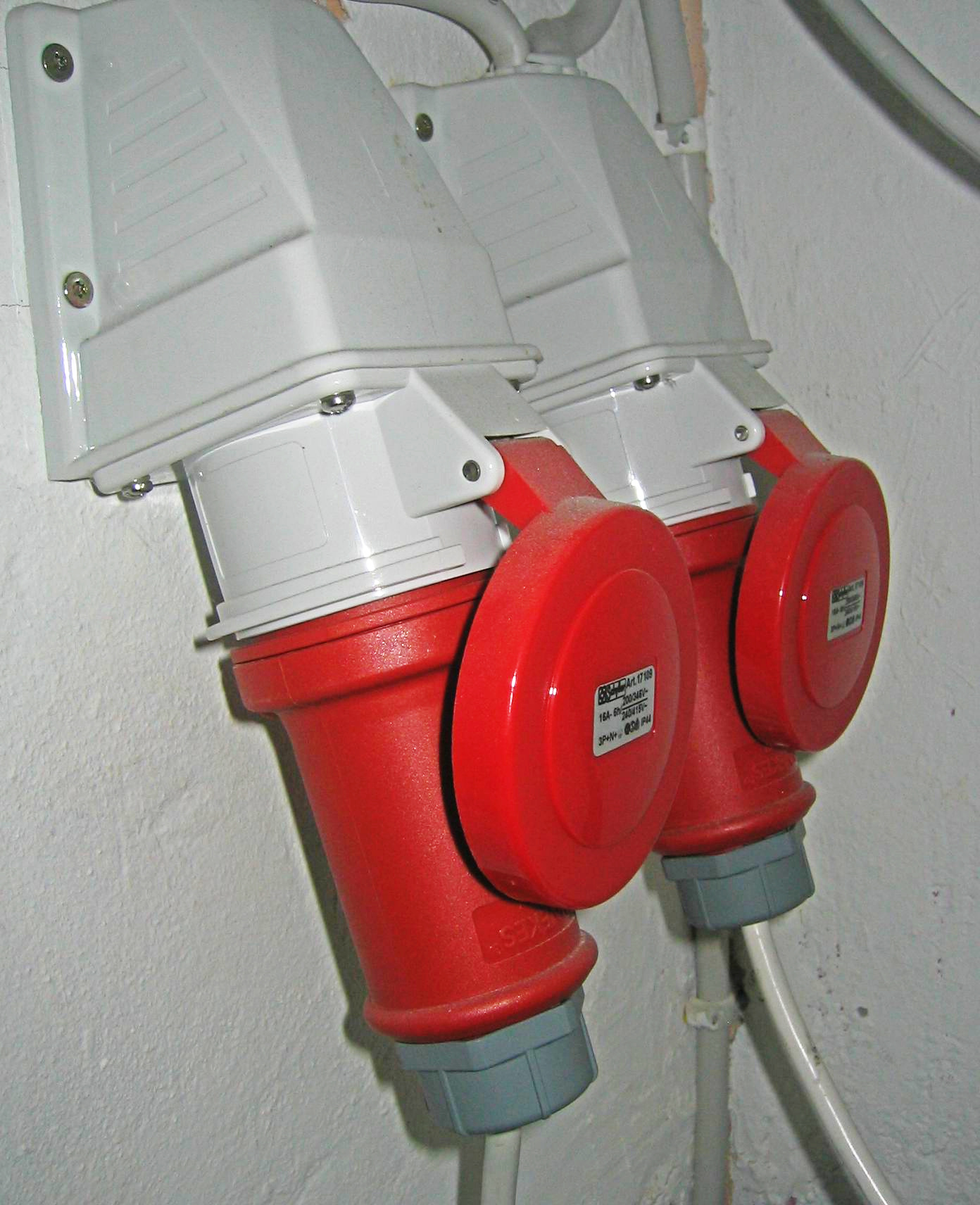
krachtstroom (400 V)
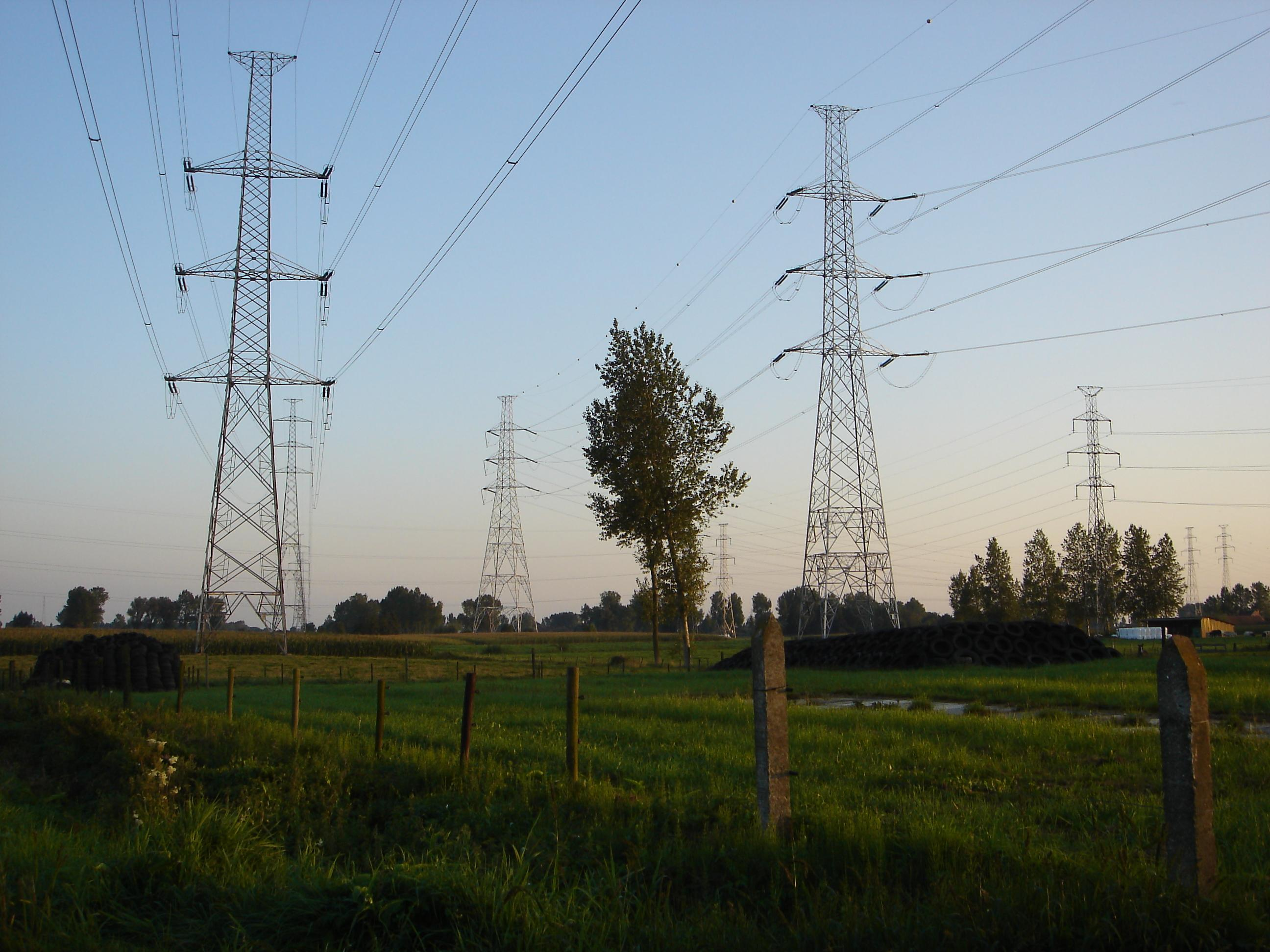
hoogspanningslijnen 380kV
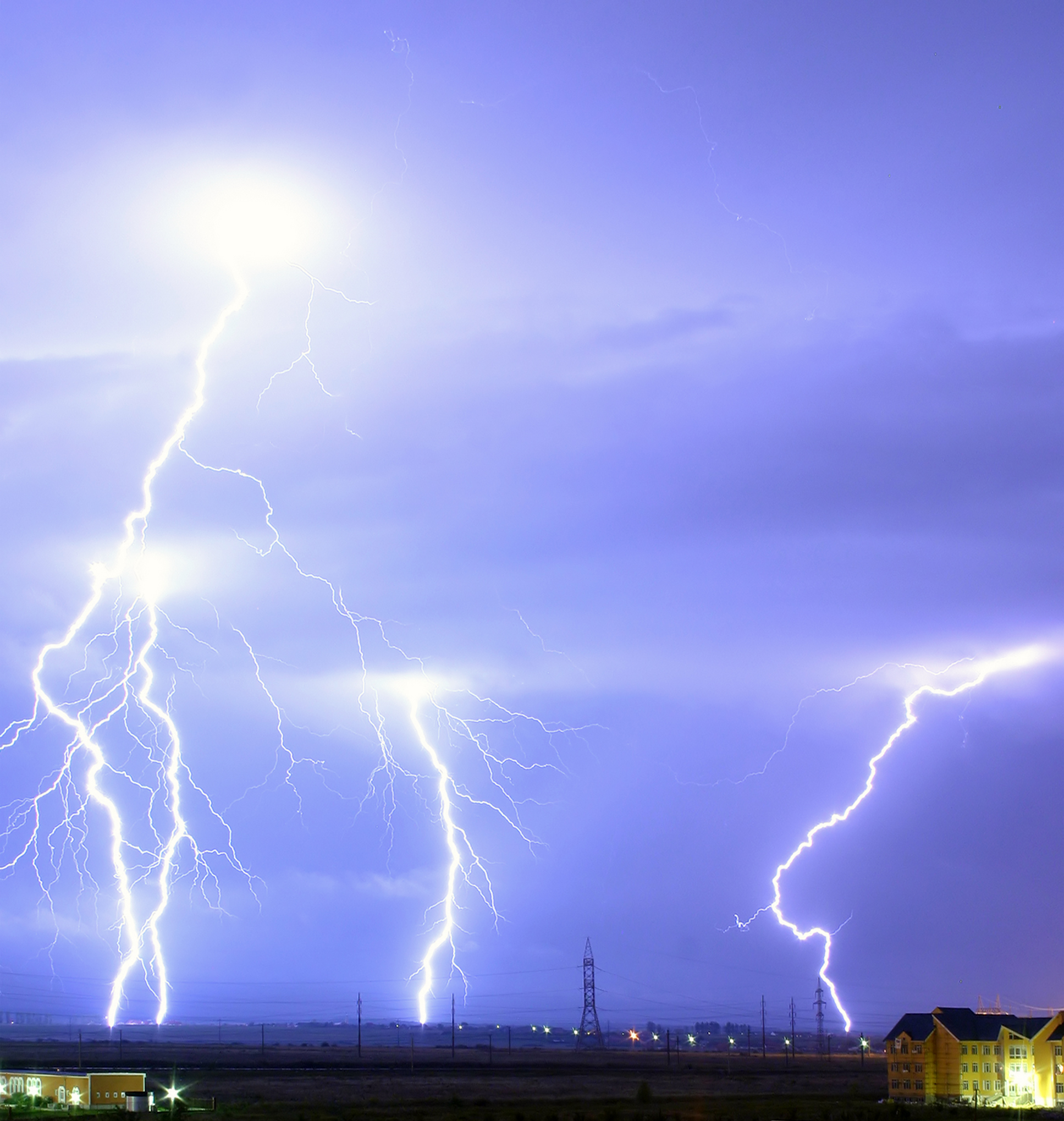
bliksem (miljoenen volt)

## Definitie via het josephson-effect
Er is een tijd geweest waarin de definitie van volt op een andere manier werd gegeven. Een volt werd berekend via de zeer precieze relatie tussen frequentie en spanning bij een josephson-junctie. Een cesiumklok werd als tijdsreferentie gebruikt.  Legt men over een josephson-junctie een kleine gelijkspanning {\displaystyle U} aan, dan loopt door de junctie een hoogfrequente stroom met frequentie {\displaystyle f}, waarvoor geldt:
{\displaystyle {\frac {f}{U}}={\frac {2e}{h}}=K_{\text{J-90}}=0{,}4835979\,\mathrm {\frac {GHz}{\mu V}} }
Daarin is {\displaystyle e} de elementaire lading, {\displaystyle h} de constante van Planck en {\displaystyle K_{\text{J-90}}} de constante van Josephson.
Deze relatie bleek onafhankelijk te zijn van de opstelling of gebruikte materialen en is dus uiterst nauwkeurig. Toch is ze niet meer de officiële methode voor het vastleggen van de volt volgens het Bureau international des poids et mesures (BIPM).

### Andere definitie
In vroeger tijden werd de volt vastgelegd – en in 1911 officieel gedefinieerd – met behulp van een zogenaamd Weston-normaalelement, dat bij een temperatuur van 20 °C een spanning heeft van exact 1,01865 V.

## Gelijkspanning en wisselspanning
Om onderscheid te maken tussen een gelijkspanning en een wisselspanning gebruikt men wel de aanduidingen VDC (volt direct current) voor gelijkspanning en VAC (volt alternating current) voor wisselspanning. In plaats van 3 V gelijkspanning schrijft men dan 3 VDC. Bij wisselspanning wordt met 3 VAC een spanning bedoeld met effectieve waarde 3 V.

## Veelvoorkomende spanningen
- Aarde (elektriciteit), 'grond', nul (als referentiepunt, soms ook 'min-pool' of anode): 0 V (bij definitie)
- AA of AAA batterij: 1,5 VDC
- Oplaadbare AA of AAA batterij: (meestal) 1,2 VDC
- Lithium-knoopcel: 3 VDC
- Gangbare microprocessor-spanning: 3,3 VDC [1]
- Lithium-ion-accu: 3,6 VDC (meestal 3 oplaadbare cellen van 1,2 VDC in serie)
- USB: 5 VDC [1]
- ATX-voedingen en -moederborden: 0 V, +3,3 VDC, +5 VDC, +5 VSB, +12 VDC, −12 VDC [1]
- PP3 batterij: 9 VDC
- Autoaccu: 12 VDC (zes loodcellen van elk 2 VDC in serie)
- Spanning voor een laptop: meestal tussen de 12 en 20 VDC, vaak 19 VDC
- Vrachtwagenaccu: 12 VDC (Noord-Amerika) of 24 VDC (Europa)
- Netspanning: 100, 120 of 230 VAC (naargelang het land)
- Draaistroom: 400 VAC
- De meeste trolleybus- en tram-bovenleidingen en metro-spanningsvoorzieningen: 750 VDC
- Geëlektrificeerde spoorlijnen in Nederland: 1500 VDC [2]
- Geëlektrificeerde spoorlijnen in België: 3000 VDC [2]
- Geëlektrificeerde spoorlijnen in Frankrijk: 25.000 VAC of 1500 VDC
- Hoogspanningsnet: 110 kVAC en hoger
- Bliksem: oplopend tot enkele miljoenen volt

## Wetenswaardigheid
De elektronvolt (eV) is geen eenheid voor spanning, maar voor energie.